# Мисава (река)
Мисава (яп. 三沢川) — приток реки Тама, расположенный на японском острове Хонсю. Впадает в реку Тама в одноимённом районе города
Длина реки — 9,9 км. Площадь водосборного бассейна — 16,9 км².

## Течение
Исток реки находится в районе Онохи, принадлежащего к префектуре Токио города Матида. Река Мисава протекает через округ Курокава, район Асао (город Кавасаки, префектура Канагава) и город Инаги, расположенный в префектуре Токио. Затем она впадает в реку Тама в районе Тама города Кавасаки.

## Правовой статус
Японский водный реестр классифицирует верховье в районе Асао, участок длиной 460 метров, как «обычную реку» (яп. , futsū asen) и участок длиной 1,38 км как «вторичную реку» (яп. 準用河川, jun’yō kasen). Остальные два рукава, протекающие через префектуры Токио и Канагава, значатся в реестрах префектур как реки 1 класса (яп. 一級河川, ikkyū kasen).